# Журавлёв, Борис Николаевич (архитектор)
Бори́с Никола́евич Журавлёв (25 июля 1910, Санкт-Петербург — декабрь 1971, там же) — ленинградский архитектор, автор проектов станций Ленинградского метрополитена «Площадь Восстания» и «Фрунзенская», гостиницы «Россия» и других зданий.

## Биография
Борис Николаевич Журавлёв родился 25 июля 1910 года в Санкт-Петербурге в семье банковского служащего. После окончания школы Борис Николаевич поступил в кинотехникум на химический факультет — с мечтой стать кинооператором пришлось расстаться, на факультет кинооператоров принимали только детей рабочих. После окончания техникума он работал химиком в Геолкоме. В эти годы у него появляется новое увлечение, ставшее его профессией, — архитектура.
Осенью 1932 года Борис Николаевич поступил в Академию художеств на архитектурный факультет. Будучи студентом Академии художеств, участвовал в конкурсах, объявленных ЛОССА и получал премии. Зарекомендовал себя блестящим рисовальщиком. В 1938 году Борис Николаевич успешно окончил Академию художеств, получил диплом архитектора-художника и поступил на работу в институт «Ленпроект» в мастерскую № 3, руководимую И. И. Фоминым и Е. А. Левинсоном. В 1941 году он был принят в члены ЛОССА.
4 июля 1941 года Б. Н. Журавлёв был зачислен добровольцем в Народное Ополчение, во вторую Гвардейскую дивизию, он был адъютантом командира полка, участвовал в боях под Гатчиной.
В октябре 1943 года Б. Н. Журавлёв был демобилизован и направлен в институт «Ленпроект» для восстановления разрушенного Ленинграда. В 1946—1948 годах совместно с И. И. Фоминым строит заново здание дома Лопатина по Невскому проспекту № 68. В апреле 1946 года на открытом конкурсе на проект «Арки Победы» Борис Николаевич был удостоен I премии. В этот же период проходят первые конкурсы на строительство метро в Ленинграде. Он представляет два варианта станции метро «Нарвская» и получает I и II премии.
В 1948 году Б. Н. Журавлёв участвовал в конкурсе проектов станции метро «Площадь Восстания» и получил I премию. 
В 1949 году архитекторы Журавлёв Б. Н. и Фомин И. И. создают окончательный вариант станции метро «Площадь Восстания» и приступают к её строительству. В 1955 году первая очередь метро в Ленинграде была торжественно открыта.
В 1948 году Б. Н. Журавлёв был назначен руководителем архитектурно-планировочной мастерской № 6 института «Ленпроект». В 50-х — 60-х годах этой мастерской была поручена застройка Московского района — Московского проспекта и прилегающих к нему улиц. Архитектор Б. Н. Журавлёв — инициатор крупноблочного строительства.

Обелиск «Славы Ленинского Комсомола». Город Чебаркуль (1968). Архитекторы: Б. Н. Журавлёв и Н. Ф. Борушко, скульптор В. И. Сычёв

По его проектам были построены: на Московском проспекте станция метро «Фрунзенская», клуб-столовая объединения «Ленинец», дом №150 (библиотека), дом №151а, дом №172 и 8 корпусов домов этого номера, выходящих на улицу Решетникова и внутри квартала домов №№ 174 и 184 (бывший кинотеатр «Мир»); на улице Решетникова — дома №№ 9, 11, 13; на площади Чернышевского дома №5 и №6 и гостиница «Россия»; на Благодатной улице — дома №№ 28, 34, 47, 51, 53; на Свеаборгской улице дома №№ 7, 13, 19; на улице Севастьянова — дома №№ 2, 4, 6; на Кузнецовской улице — дома №№ 30, 42, 44; на Бассейной улице  — дом №45. Двенадцатиэтажное здание по Кузнецовской улице (дом №44) — первый высотный крупноблочный дом в Ленинграде.
Проектируя свои здания, Борис Николаевич стремился делать их не только удобными, но и радующими глаз. Не перегруженные деталями, его здания отличают скромность и красота. Любое из них имеет какие-либо одни элементы: пилястры, колонны, декоративные лепные фризы и закруглённые окна.
С 1956 года Борис Николаевич работал в должности главного инженера проекта. Б. Н. Журавлёв принимал активное участие в конкурсах ЛОССА и Всесоюзных конкурсах. Получал первые, вторые и другие премии.
Умер Б. Н. Журавлёв в декабре 1971 года после тяжелой болезни.